# Speia vuteria
Speia vuteria är en fjärilsart som beskrevs av Stoll 1783. Speia vuteria ingår i släktet Speia och familjen nattflyn. Inga underarter finns listade i Catalogue of Life.

## Bildgalleri

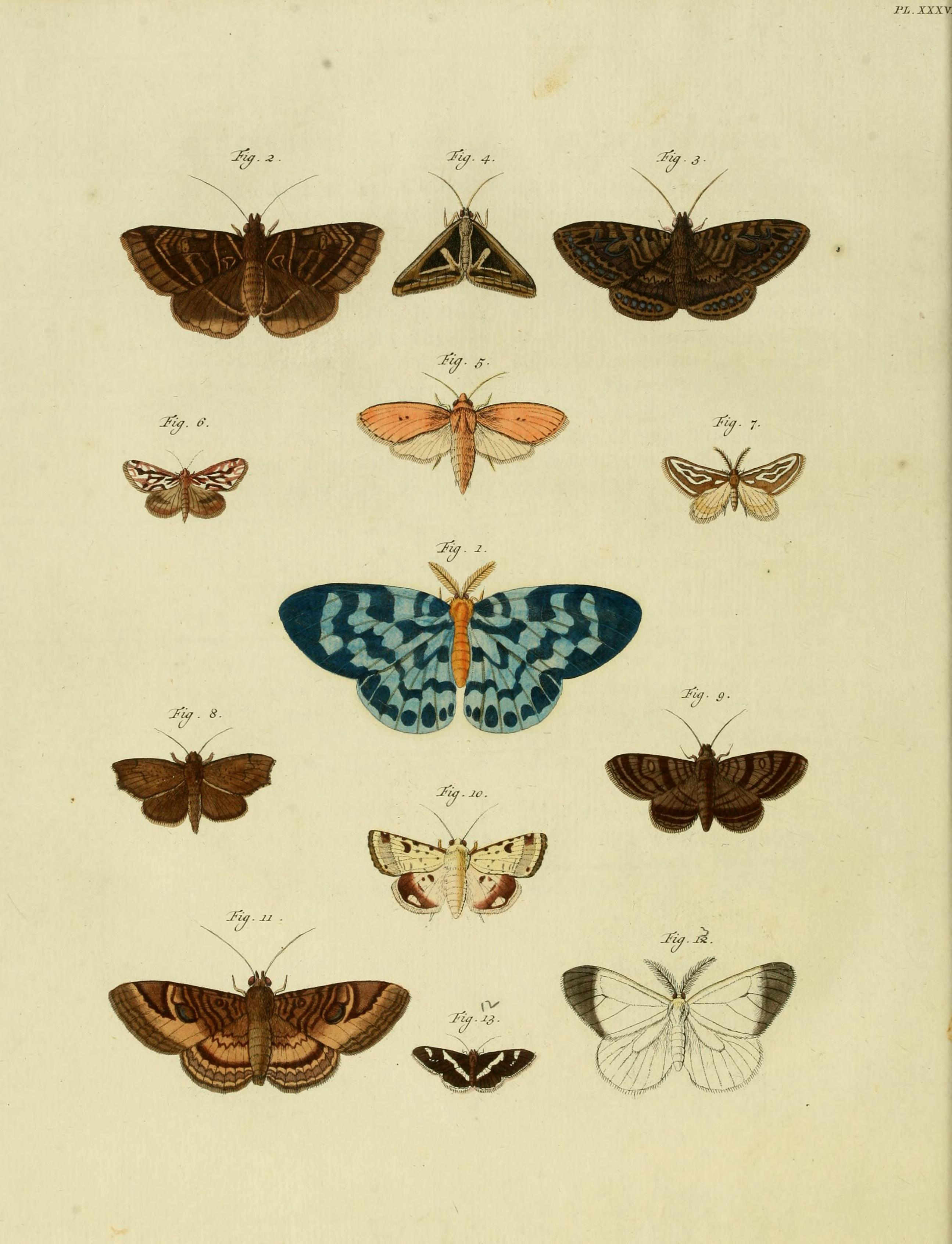